# Hundun
Hundun – w mitologii chińskiej określenie pierwotnego chaosu, istniejącego przed uformowaniem świata.
Pierwotny chaos w mitologii chińskiej był przedmiotem wielu różnych podań, które w okresie klasycznym były adaptowane i przerabiane przez filozofów. W Zhuangzi chaos - Hundun - został spersonifikowany jako władca Środkowego Oceanu, zabity przez władców Północnego i Zachodniego Oceanu, którzy codziennie przez siedem dni wiercili mu w głowie po jednym otworze. Autor posłużył się tą pradawną opowieścią o położeniu kresu pierwotnemu chaosowi i ukształtowaniu świata dla wyjaśnienia swoich tez filozoficznych. Mit ten w czystszej postaci został przytoczony w traktacie Huainanzi, gdzie mowa jest o dwóch bóstwach wyłaniających się z bezkształtnej ciemności i porządkujących świat. W ujęciu antropomorficznym chaos pojawia się również w dwóch innych ustępach Zhuangzi jako Pierwotne Tchnienie (鴻蒙, Hong Meng) i Pan Chaosu (渾沌氏, Hundun Shi). 
W wielu późniejszych dziełach wyobrażenia na temat Hundun przyjmowały formy coraz bardziej fantastyczne i oddalone od pojęć archaicznych. Księga gór i mórz przyrównuje Hundun do skórzanego bukłaka lub żółtego worka, a w formie upostaciowionej opisuje go jako żyjącego w górach Tienszan boskiego ptaka z sześcioma nogami i czterema skrzydłami, pozbawionego jednak twarzy i oczu. W Zuozhuan Hundun również został spersonifikowany jako Władca Żurawi (Dihong), pozbawiony jakichkolwiek talentów syn Żółtego Cesarza. Wedle tego źródła miał on zginąć z ręki Wielkiego Yu, co potwierdza również Księga dokumentów. Z kolei Księga duchów i dziwów (Shenyijing) opisuje chaos pod imieniem Huandou jako wygnanego na południe potwora o ludzkiej twarzy, ptasim dziobie i skrzydłach, dwóch rękach i dwóch nogach, zaś w innym miejscu jako mieszkającego w górach Kunlun ślepego i głuchego psa o długiej sierści i niedźwiedzich łapach, pozbawionego wewnętrznych organów takich jak nerki czy wątroba.
W bardziej poetyckiej formie pierwotny chaos opisał Qu Yuan, określając go jako "bezkształt" i "zmieszanie ciemni ze światłością".